# Mahencyrtus perplexus
Mahencyrtus perplexus är en stekelart som först beskrevs av Girault 1917.  Mahencyrtus perplexus ingår i släktet Mahencyrtus och familjen sköldlussteklar. Inga underarter finns listade i Catalogue of Life.